# Christian Gion
Ne doit pas être confondu avec Christian Ghion.
Christian Gion est un réalisateur de cinéma, né le 10 mars 1940 à Tarbes (Hautes-Pyrénées).

## Biographie
Au cours des années 1980, Christian Gion, a réalisé des comédies populaires aux titres évocateurs, à la manière de ceux de Claude Zidi.
Son premier film notable fut Le Pion, une comédie mettant en vedette Henri Guybet dans le rôle d'un héros romantique qui trouve le bonheur aux côtés d'une femme interprétée par Claude Jade.
En 1981, son film Pétrole ! Pétrole !, rencontre un certain succès [réf. nécessaire]. En 1982, surfant sur la tendance des Sous-doués de Claude Zidi, Christian Gion présenta Les Diplômés du dernier rang. Pour ce film, il fit appel à Michel Galabru et offrit à Patrick Bruel l'un de ses premiers rôles. Bien qu'il ait reçu des critiques mitigées[réf. nécessaire], le film connut néanmoins le succès[réf. nécessaire], tout comme Le Bourreau des cœurs, mettant en scène Aldo Maccione.

## Filmographie

### Réalisateur
- 1967 : Les Encerclés, avec Jacques Higelin, Brigitte Fontaine, Rufus
- 1975 : C'est dur pour tout le monde avec Bernard Blier, Francis Perrin
- 1976 : Le Jardin des supplices, avec Roger Van Hool, Jacqueline Kerry
- 1977 : One, Two, Two : 122, rue de Provence, avec Francis Huster, Nicole Calfan
- 1978 : Le Pion avec Henri Guybet, Claude Jade, Maureen Kerwin
- 1979 : Le Gagnant avec Philippe Ruggieri, Michel Galabru
- 1981 : Pétrole ! Pétrole ! avec Jean-Pierre Marielle, Bernard Blier
- 1982 : Les Diplômés du dernier rang avec Patrick Bruel, Marie Laforêt, Michel Galabru
- 1983 : Le Bourreau des cœurs avec Aldo Maccione, Anna Maria Rizzoli
- 1984 : J'ai rencontré le père Noël avec Karen Cheryl, Armand Meffre
- 1985 : Pizzaiolo et Mozzarel avec Aldo Maccione, Marthe Villalonga
- 1989 : Le Provincial avec Roland Giraud, Gabrielle Lazure
- 1992 : Sup de fric avec Jean Poiret, Anthony Delon, Valérie Mairesse
- 1999 : Les Insaisissables avec Daniel Prévost, Dominique Guillo

### Acteur
- 1987 : Association de malfaiteurs de Claude Zidi : le présentateur à la soirée HEC
- 1993 : Profil bas de Claude Zidi : le directeur de l'hôpital
- 2001 : La Boîte de Claude Zidi : l'homme d'affaires
- 2003 : Ripoux 3 de Claude Zidi : le gérant de la guinguette